# Шмальцигауг, Жюль
Жюль Шмальцигауг (Jules Schmalzigaug, Антверпен, 1882 — Гаага, 1917) — бельгийский художник-футурист.

## Биография
Жюль Шмальцигауг родился в Антверпене, в обеспеченной семье. Его дед, выходец из Германии, разбогател на торговле кофе. В юности Жюля отправили в Германию на лечение, там он начал брать уроки рисования у местного пейзажиста. Вернувшись, Жюль поступил в Художественную академию Антверпена. В 1905—1906 годах Шмальцигауг путешествует по Италии, 3 месяца живёт в Венеции, рисуя её виды, проявляет фотопластинки и пробует себя в гравюре. Затем он направляется во Флоренцию и Рим, посещает Неаполь, Пизу, Лукку и Пистойю, возвращается в Венецию.
В 1907 году художник отправляется во Францию и проводит два месяца в Реймсе, Шартре, Анжере и Париже. Посещает Всемирную выставку в Брюсселе в 1910 году, после чего решает вернуться в Париж. Шмальцигауг увлекается кубизмом и фовизмом. Впервые выставляется в 1911 году в Салоне Независимых в Париже.
В 1912 году знакомится с творчеством итальянских футуристов Джино Северини и Томмазо Маринетти. Шмальцигауг возвращается в Венецию, но на этот раз изображает её совершенно по-другому, в новой манере: «Фигура больше не является фигурой, она рассыпается на фрагменты в столкновении с другими фрагментами — так художник передаёт всё видение толпы в движении».
Под влиянием Джино Северини, Умберто Боччони и Джакомо Балла Шмальцигауг использует новые выразительные средства в своём творчестве. Также на него повлияли теории Карло Карра и Огдена Руда. Манифест «Живопись звуков, шумов, запахов» (La pittura dei suoni, rumori, odori) Карра вдохновляет Шмальцигауга брать музыкальные названия для своих живописных композиций: «Оптическая симфония» или «Великая оптическая полифония». Теория цветов Огдена Руда приводит Шмальцигауга к идее разделять цвета на «светоцвета» и «бархатные цвета», разводя их в разные концы спектра.
Весной 1914 года Шмальцигауг участвует в выставке международной группы свободных футуристов («Esposizione Libera Futurista Internazionale») в Риме.
Из-за начавшейся войны Шмальцигауг возвращается в Бельгию; но из-за слабого здоровья он освобождён от военной службы. Вместе с семьёй художник перебирается в Нидерланды, в Гаагу, где продолжает создавать абстрактные и фигуративные полотна, в которых ощущается влияние экспрессионизма и пуантилизма. Он общается с Жоржем Вантонгерло и Риком Ваутерсом.
В 1915 году Шмальцигауг выступает соучредителем «Бельгийской школы домашних искусств» в Гааге, помогающей женщинам развить их способности и ищущей пути для развития индустрии национального искусства. Шмальцигауг избран художественным советником школы и преподаёт историю декоративного искусства. В 1916 году он заканчивает своё теоретическое сочинение «Панхромия». В 1916—1917 годах Шмальцигауг принимает участие в выставке бельгийского искусства в Городском музее Амстердама.
13 мая 1917 года Жюль Шмальцигауг покончил с собой в своей мастерской в Гааге. При жизни он не получил признания ни в родной Бельгии, ни в Нидерландах. Только после 1917 года художественная общественность Северной Европы начинает постепенно интересоваться футуризмом. Считается, что творчеством Шмальцигауга вдохновлялись такие бельгийские художники, как Поль Жостенс, Пьер-Луи Флукэ, Проспер Де Труайе, Эдмон ван Дорен.

## Некоторые работы
- Палаццо дожей. Венеция. 1913
- Сан Марко. Венеция. 1913
- Динамика танца (Интерьер ночного бара). 1913
- Футуристическая композиция. 1914
- Впечатление от кафе «Флориан». акварель, 1914
- Танцовщицы. 1914
- Динамическое впечатление от движений танцовщицы. 1914
- Развитие темы в красном.
- Ритм световых волн.
- Схевенинген. 1915
- Волнообразный ритм света: улица, солнце, толпа.
- Динамическое впечатление о мотоцикле на полной скорости.
- Портрет барона Фрэнсиса Делбеке. 1917